# Atilio Vivacqua
Atilio Vivacqua este un oraș în unitatea federativă Espírito Santo (ES) din Brazilia.